# Chapman (Maine)
Chapman és una població dels Estats Units a l'estat de Maine (EUA). Segons el cens del 2000 tenia 465 habitants.

## Demografia
Segons el cens del 2000, Chapman tenia 465 habitants, 177 habitatges, i 144 famílies. La densitat de població era de 4,7 habitants per km².
Dels 177 habitatges en un 35% hi vivien nens de menys de 18 anys, en un 74% hi vivien parelles casades, en un 4% dones solteres, i en un 18,6% no eren unitats familiars. En el 15,8% dels habitatges hi vivien persones soles el 5,6% de les quals corresponia a persones de 65 anys o més que vivien soles. El nombre mitjà de persones vivint en cada habitatge era de 2,63 i el nombre mitjà de persones que vivien en cada família era de 2,92.
Per edats la població es repartia de la següent manera: un 24,1% tenia menys de 18 anys, un 5,8% entre 18 i 24, un 31% entre 25 i 44, un 27,5% de 45 a 60 i un 11,6% 65 anys o més.
L'edat mediana era de 38 anys. Per cada 100 dones de 18 o més anys hi havia 97,2 homes.
La renda mediana per habitatge era de 37.500 $ i la renda mediana per família de 43.542 $. Els homes tenien una renda mediana de 28.375 $ mentre que les dones 25.000 $. La renda per capita de la població era de 16.008 $. Entorn del 5% de les famílies i el 8,8% de la població estaven per davall del llindar de pobresa.